# Kerk van West-Souburg
De kerk van West-Souburg was een kerkgebouw in het Zeeuwse dorp West-Souburg. Mogelijk was de kerk gewijd aan Sint-Maarten. In de periode van 1572 tot 1574 werd de kerk grotendeels verwoest door oorlogshandelingen. Tussen 1593 en 1595 werd het koor hersteld en in gebruik genomen door de Nederduitse Gereformeerde Kerk. In 1833 werd het afgebroken.

## Geschiedenis tot 1574
In de eerste helft van de 11e eeuw werd ten westen van de Souburg een parochiekerk gebouwd. De kerk was als dochterkerk verbonden aan de Westmonsterkerk te Middelburg. De parochie strekte zich uit over een groot deel van het zuidelijke deel van Walcheren. Rond 1100 was de kerk van West-Souburg een van de vijf moederkerken op het eiland Walcheren, samen met de Noordmonsterkerk en Westmonsterkerk in Middelburg, alsook de kerken van Oostkapelle en Westkapelle. Onder de kerk van West-Souburg ressorteerden de kerken van Nieuwerve (ook wel Gommerskerke), Oud- en Nieuw-Vlissingen, Oost-Souburg en Ritthem.
Het was een eigenkerk van de bisschop van Utrecht en hij had daarom ook de tiendrechten. Tussen 1124 en 1127 schonk de toenmalige bisschop Godebald de kerk met tiend- en patronaatsrecht aan de nieuw gestichte Abdij van Middelburg.
In 1348 werd door ambachtsheer Haddeman Haddemanszoon een vicarie gesticht op het Heilig Kruisaltaar. Er waren meerdere altaren in de kerk aanwezig, waaronder een gewijd aan Sint-Maarten en een aan Sint-Nicolaas.
In de 15e eeuw woonde Adriaan van Borssele van Brigdamme in West-Souburg. Hij was een van de rijkste machtshebbers op Walcheren en hij zorgde ervoor dat de kerk van West-Souburg in 1454 werd verheven tot een kapittelkerk. Hierdoor kwam het patronaatsrecht, dat nog in handen was van de abt van Middelburg, te vervallen. Rond deze tijd moet de kerk een aanzienlijke grootte hebben gehad.
De beweging van de Reformatie had al vroeg in de 16e eeuw invloed op de heren van West-Souburg. Hierdoor raakte de kerk in verval en moest in 1547, met bisschoppelijke toestemming, een gedeelte van de landerijen verkocht worden om herstellingen te betalen. In 1566 raakte de kerk beschadigd tijdens de Beeldenstorm. Tijdens het Beleg van Middelburg van 1572 tot 1574 werd de kerk grotendeels verwoest, net als veel andere kerken op Walcheren.

## Geschiedenis na 1574
In 1578 kocht Filips van Marnix, heer van Sint-Aldegonde, de heerlijkheid West-Souburg. Na 1585 trok hij zich terug op het kasteel van West-Souburg. Op 14 januari 1593 verzocht hij de Staten van Zeeland steun om een deel van het voormalige kerkgebouw te kunnen herstellen, alsmede een vaststelling van een salaris voor een dominee. De Staten besloten het initiatief te steunen en na twee jaar kon het herstelde koor van de kerk in gebruik worden genomen voor de hervormde eredienst.
Vanwege een terugloop van de bevolking en de vervallen staat van het kerkgebouw werd in 1832 de zelfstandige gemeente opgeheven en fuseerde met de gemeente van Oost-Souburg. De oude preekstoel werd ook overgebracht naar de kerk van Oost-Souburg.  In 1833 werden de kerk en pastorie verkocht om gesloopt te worden. Op de plek waar de kerk stond, zijn bomen geplant. Enkele grafstenen van het kerkhof zijn nog steeds zichtbaar.
Begin 1925 werd een deel van de fundamenten opgegraven om met de stenen de weg te verharden. Hierbij werden een 14e-eeuws kopje gevonden, alsmede een drempel van rode natuursteen. Beide objecten werden door de gemeente van Oost- en West-Souburg overgedragen aan het Zeeuws Genootschap der Wetenschappen. Het kopje werd opgeslagen in het provinciale depot aan Balans 17 in Middelburg, maar is daar verdwenen. Er werd gedacht dat het kopje was gestolen, maar het dook in 2005 op in het depot van het Zeeuws Museum waar het in de collectie is opgenomen.